# توم شيبرد
توم شيبرد (5 ديسمبر 1889 - 13 فبراير 1957) (بالإنجليزية: Tom Shepherd)‏ هو لاعب كريكت بريطاني (وحمل سابقاً جنسية المملكة المتحدة لبريطانيا العظمى وأيرلندا). شارك مع منتخب إنجلترا للكريكت.

## وصلات خارجية
- توم شيبرد على موقع إي آس بي آن كريك إنفو (الإنجليزية)